# Pruszkowski
Pruszkowski là một huyện thuộc tỉnh Mazowieckie của Ba Lan. Huyện có diện tích 246 km². Đến ngày 1 tháng 1 năm 2011, dân số của huyện là 151832 người và mật độ 616 người/km².